# Rapanui (langue)
Pour les articles homonymes, voir Rapa Nui.

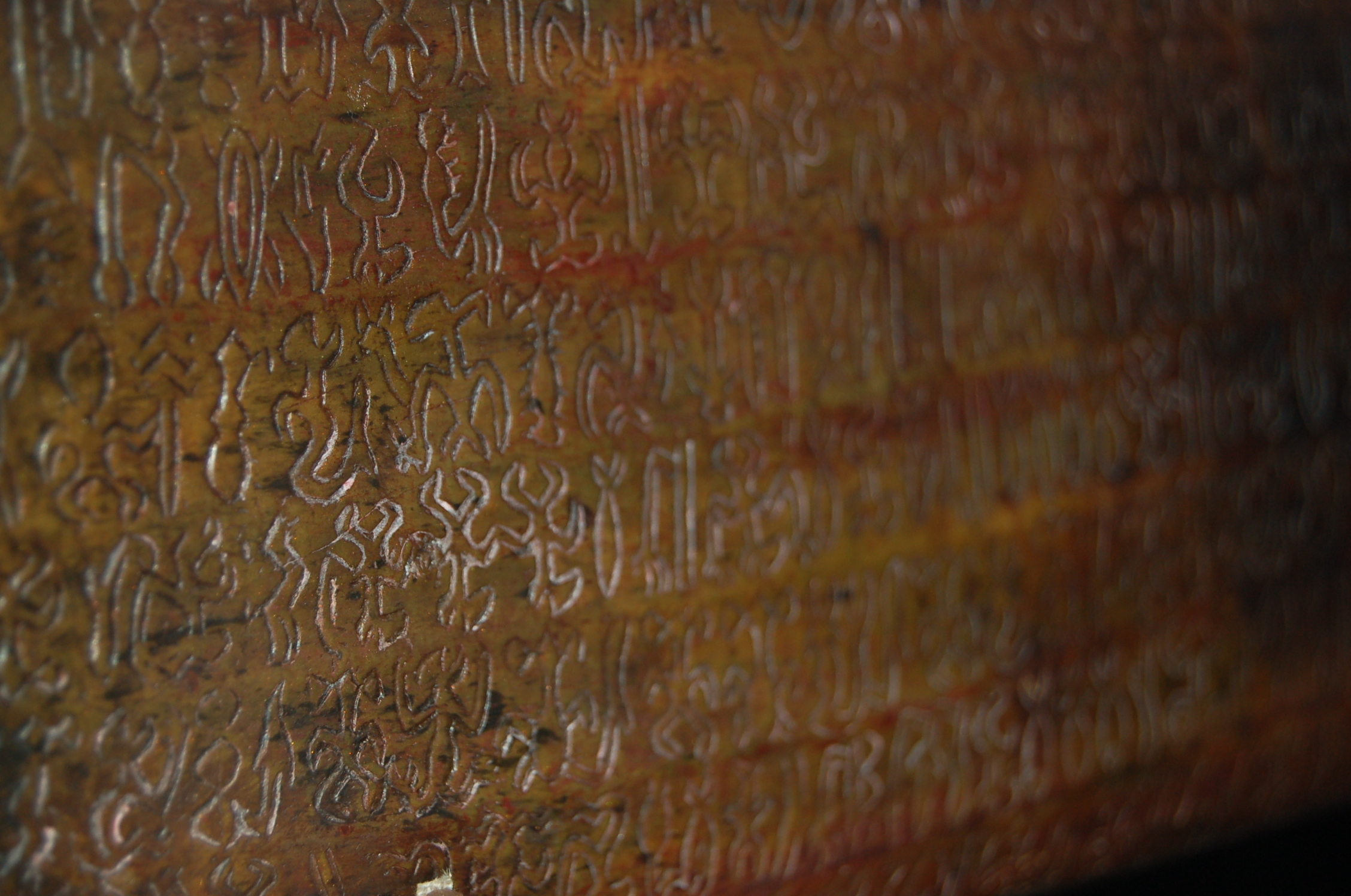
Une inscription sur bois en écriture rongorongo, non déchiffrée jusqu'à ce jour. Il est probable que la langue orale transcrite par le rongorongo était la langue rapanui.

Le rapanui est une langue polynésienne parlée par les Rapanui (communauté polynésienne de l'île de Pâques ou Rapa Nui). Le nombre de locuteurs, comme langue maternelle, est sans doute à peine supérieur à 800, l’indication précise n’étant pas connue.
Rapa Nui est également le nom de l'île dans cette langue, littéralement la « Grande Rapa »; son nom contraste avec Rapa Iti « Petite Rapa », île de Polynésie française. La langue polynésienne parlée à Rapa Iti, le rapa ou reo oparo, est linguistiquement assez éloignée du rapanui.

## Histoire
L'histoire du rapanui avant le contact européen est mal connue. La majorité du vocabulaire rapanui est héritée directement du proto-polynésien oriental. Cette langue se distingue néanmoins des autres langues polynésiennes orientales et semble s'être développée en isolation.
Tout comme l'ensemble des langues polynésiennes, le rapanui comporte peu de consonnes. Le rapanui a cependant conservé le coup de glotte (ou consonne occlusive glottale) du proto-polynésien, une particularité pour une langue polynésienne orientale. Il s'agit, ou il s'agissait jusqu'à récemment, d'une langue VSO (verbe-sujet-objet).

## Écriture
| A a | E e | H h | I i | K k | M m | N n | Ŋ ŋ | O o | P p | R r | T t | U u | V v | ‘ |

## Phonologie
Le rapanui comporte dix consonnes et cinq voyelles.

### Consonnes
|            | Labiales | Alvéolaires | Vélaire | Glottale |
| ---------- | -------- | ----------- | ------- | -------- |
| Nasales    | m        | n           | ŋ       |          |
| Occlusives | p        | t           | k       | ʔ        |
| Fricatives | v        |             |         | h        |
| Battue     |          | ɾ           |         |          |

### Voyelles
|          | Antérieures | Centrales | Postérieures |
| -------- | ----------- | --------- | ------------ |
| Fermées  | i           |           | u            |
| Moyennes | e           |           | o            |
| Ouvertes |             | a         |              |